# Knut (kung)

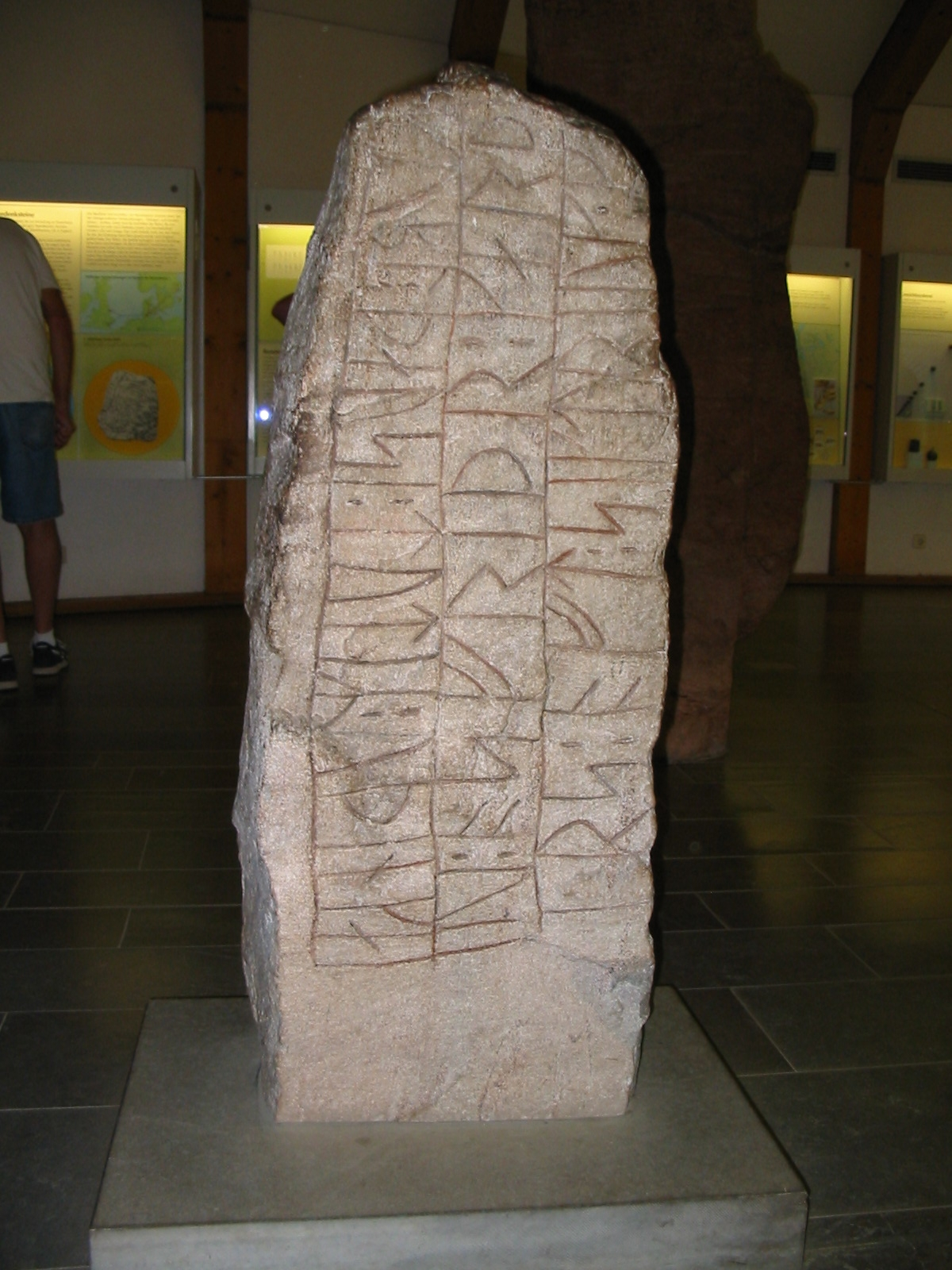
DR 4 i Hedeby: "Asfrid, Odinkars dotter, gjorde denna kumla för Sigtrygg, sin och Gnupas son. Gorm ristade runorna."

Knut, även Gnupa, Chnuba, var kung av Danmark kring år 934 e. Kr.
Kung Sven Estridsson berättade om honom för Adam av Bremen att Gnupas far Olof (varför han bör ha kallats Olofsson) hade kommit från Sverige och erövrat ett område i Danmark. Han samregerade med sin bror Gurd. Adam av Bremen skriver också att en Sigerich kom efter sveafursten Olov. Dessa uppgifter får stöd av två runstenar i Hedeby, Danmark.
I Res gestae Saxonicae berättas att kung Henrik I av Sachsen sannolikt år 934 gjorde ett krigståg mot danskarna, och att han i samband med det lät döpa deras kung Chnuba. Han nämns även i Olav Tryggvessons saga.